# Estadio Lokomotiv (Plovdiv)
El Estadio Lokomotiv (en búlgaro: Стадион „Локомотив“), conocido popularmente como Lauta (Лаута) por el parque en el que está situado el estadio, es un estadio multiusos ubicado en el sureste de Plovdiv, Bulgaria. Actualmente es utilizado para partidos de fútbol y es el estadio del PFC Lokomotiv Plovdiv. El estadio fue inaugurado oficialmente en 6 de septiembre de 1982 y es parte de un complejo deportivo que incluye un pabellón deportivo cubierto y una pista de tenis. El estadio inicialmente se realizó con una capacidad de 24 000 espectadores, pero en 2004, cuando el equipo se consagró campeón de Bulgaria, tras el final de la temporada de parte de las gradas se derrumbaron y la capacidad se redujo a 14 500 personas.
La reconstrucción de todo el estadio se inició en mayo de 2010 e incluía la renovación de todo el edificio administrativo detrás de la tribuna principal del estadio, así como la totalidad de los vestuarios de los jugadores, árbitros y sala de prensa. Los trabajos de reforma se completaron en verano de 2011 y desde entonces el estadio reúne con las normativa UEFA y está disponible para albergar competiciones europeas.